# 제42회 아카데미상
제42회 아카데미상은 1970년 4월 7일에 열린 시상식이다. LA 도로시 챈들러 파빌리온에서 개최되었다. 공식 사회자 없이 시상식이 진행되었다.

## 후보 및 수상

### 작품상
- 미드나잇 카우보이 - 제롬 헬먼 수상
- 천일의 앤 - 할 B. 월리스
- 내일을 향해 쏴라 - 존 포먼
- 헬로 돌리 - 어니스트 레흐먼
- 제트 - 자크 페랭

### 남우주연상
- 진정한 용기 - 존 웨인 수상
- 천일의 앤 - 리처드 버튼
- 굿바이 미스터 칩 - 피터 오툴
- 미드나잇 카우보이 - 더스틴 호프만
- 미드나잇 카우보이 - 존 보이트

### 여우주연상
- 미스 진 브론디의 전성기 - 매기 스미스 수상
- 천일의 앤 - 쥬느빙에브 뷰졸드
- 해피 엔딩 - 진 시몬스
- The Sterile Cuckoo - 라이자 미넬리
- 데이 쇼트 하우스 - 제인 폰다

### 남우조연상
- 데이 쇼트 하우스 - 긱 영 수상
- 천일의 앤 - 안소니 퀘일
- 파트너 체인지 - 엘리어트 굴드
- 이지 라이더 - 잭 니콜슨
- 리버스 - 루퍼트 크로시

### 여우조연상
- 선인장 꽃 - 골디 혼 수상
- 파트너 체인지 - 다이안 캐넌
- Last Summer - 캐서린 번즈
- 미드나잇 카우보이 - 실비아 마일즈
- 데이 쇼트 하우스 - 수잔나 요크

### 감독상
- 미드나잇 카우보이 - 존 슐레진저 수상
- 앨리스의 레스토랑 - 아서 펜
- 내일을 향해 쏴라 - 죠지 로이 힐
- 데이 쇼트 하우스 - 시드니 폴락
- 제트 - 코스타 가브라스

### 각본상
- 내일을 향해 쏴라 - 윌리엄 골드먼 수상

### 각색상
- 미드나잇 카우보이 - 왈도 설트 수상

### 촬영상
- 내일을 향해 쏴라 - 콘라드 L. 홀 수상

### 편집상
- 제트 - Fran?ise Bonnot 수상

### 미술상
- 헬로 돌리 - 존 디커 수상

### 의상상
- 천일의 앤 - 마가렛 퍼스 수상

### 음악상
- 헬로 돌리 - 레니 헤이턴 수상
- Butch Cassidy and the Sundance Ki - Burt Bacharach 수상

### 주제가상
- 내일을 향해 쏴라 - 버트 바카락 수상

### 음향믹싱상
- 헬로 돌리 - Jack Solomon 수상

### 시각효과상
- 마루니드 - Robinson 수상

### 외국어영화상
- 제트 - 코스타 가브라스 수상

### 단편애니메이션상
- It's Tough to Be a Bird - Ward Kimball 수상

### 단편영화상
- The Magic Machines - Joan Keller Stern 수상

### 장편다큐멘터리상
- Arthur Rubinstein, l'amour de la vie - Bernard Chevry 수상

### 단편다큐멘터리상
- 체코슬로바키아 - 데니스 샌더스 수상

### 공로상
- 캐리 그란트 수상

### 진 허숄트 박애상
- George Jessel 수상

## 같이 보기
- 제27회 골든 글로브상
- 제23회 영국 아카데미 영화상